# درجة متعددة حدود
درجة متعددة حدود ما (بالإنجليزية: Degree of a polynomial)‏ هي أكبر أس تأخذه حدودها ذات المعاملات المختلفة عن الصفر.
من أجل تحديد درجة متعددة حدود لا تأخذ الشكل المعتاد للحدوديات(على سبيل المثال {\displaystyle (x+1)^{2}-(x-1)^{2}})، ينبغي نشر هذه الحدودية ووضعها في الشكل المعتاد، ومن ثم، تحديد درجتها. على سبيل المثال، {\displaystyle (x+1)^{2}-(x-1)^{2}=4x} هي متعددة حدود من الدرجة الأولى.

## أسماء متعددات الحدود حسب درجتهن
- من الدرجة الصفر، هي دالة ثابتة.
- من الدرجة الأولى، هي دالة تآلفية.
- من الدرجة الثانية، هي دالة تربيعية.
- من الدرجة الثالثة، هي دالة تكعيبية.
- من الدرجة الرابعة، هي دالة رباعية.
- من الدرجة الخامسة، هي دالة خماسية.
- من الدرجة السادسة، هي دالة سداسية.
- من الدرجة السابعة، هي دالة سباعية.